# Microcebus ravelobensis
Microcebus ravelobensis là một loài động vật có vú trong họ Cheirogaleidae, bộ Linh trưởng. Loài này được Zimmermann, Ehresmann, Zietemann, Radespiel, Randrianambinina, & Rakotoarison miêu tả năm 1997.

## Hình ảnh

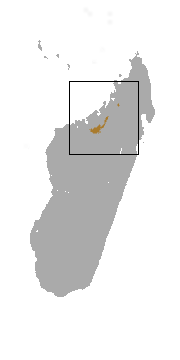